# Pegaz (mitologia)

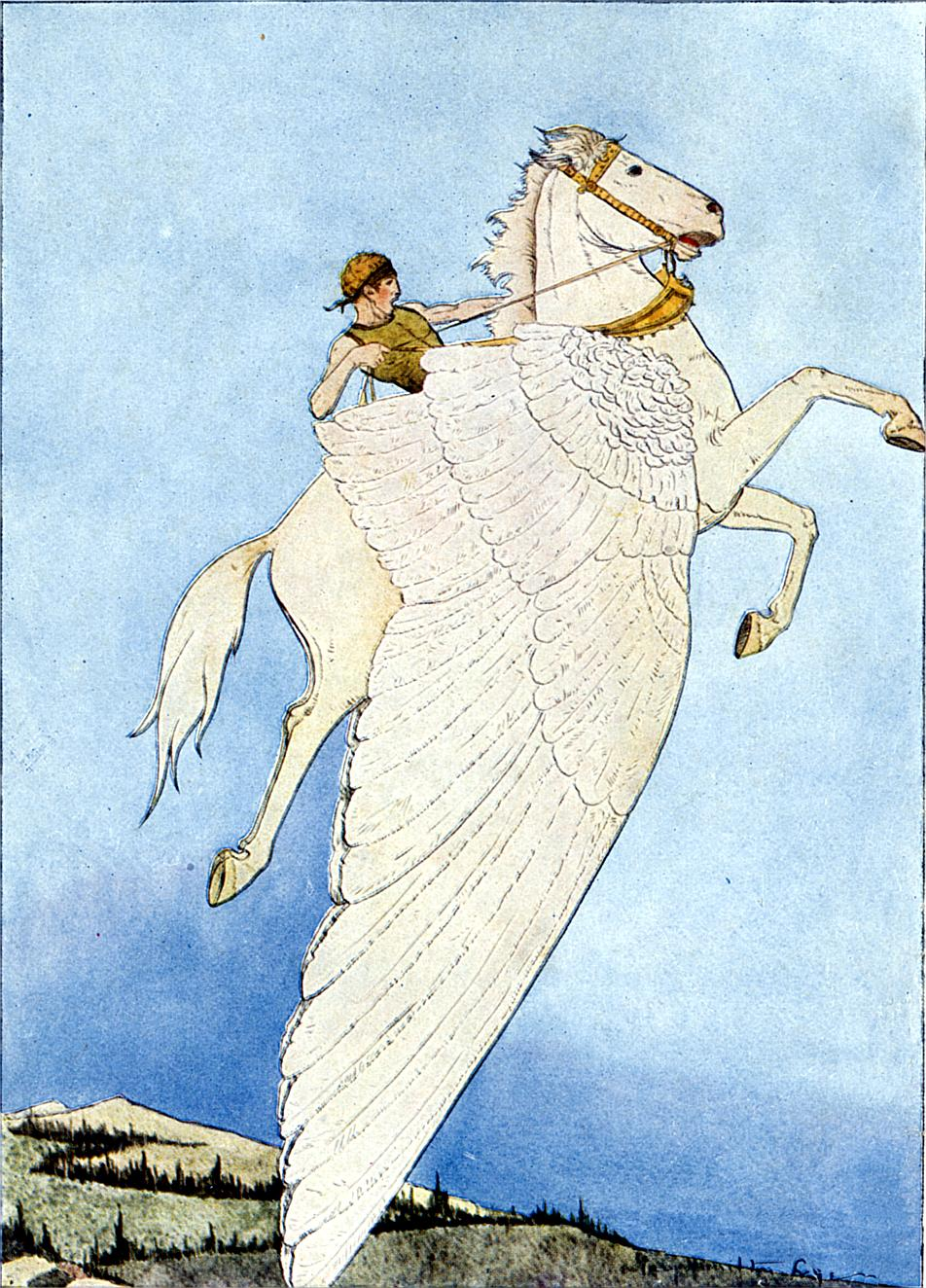
Bellerofont lecący na Pegazie (1914)

Pegaz (gr. Πήγασος Pḗgasos, łac. Pegasus) – w mitologii greckiej skrzydlaty koń zrodzony z wytoczonej krwi Meduzy po uśmierceniu jej przez Perseusza.
Zamieszkiwał okolice źródła Pirene na Akrokoryncie, gdzie napotkał go Bellerofont, który korzystając ze złotego wędzidła otrzymanego od Ateny, zdołał okiełznać rumaka. Przy jego pomocy pokonał Chimerę, zamierzając potem wznieść się na jego grzbiecie aż na szczyt Olimpu. W drodze został jednak strącony przez Zeusa i na Olimp dotarł jedynie Pegaz, służący odtąd Zeusowi, który po śmierci przeniósł go na nieboskłon jako gwiazdozbiór.
Uważany za symbol natchnienia poetyckiego i plastycznego, gdyż uderzenie jego kopyta miało otworzyć na górze Helikon (jednej z siedzib muz) źródło natchnienia – Hippokrene.
Obecnie wizerunku Pegaza używa jako logo wiele firm.

## Etymologia
Poeta Hezjod łączy imię Pegaz z takimi słowami jak „źródło” oraz „studnia”, pēgē. Jednakże korzenie imienia mogą pochodzić od słów z języka luwijskiego: pihassas, co oznacza „piorun”, „błyskawica”, lub Pihassasas – imię jednego ze starożytnych bogów pogody. Dosłownie znaczy „bóg piorunów”, „bóg błyskawic”.
Hezjod przedstawiał jedną historię, w której Pegaz w spokoju pił wodę ze studni, kiedy to mityczny bohater o imieniu Bellerofont złapał rumaka. Wszędzie, gdzie skrzydlaty koń postawił swoje kopyto na ziemi, „inspirujące źródło buchało natychmiast”. Jedno z tych źródeł, Hippokrene („końskie źródło”) powstało u podnóża góry Helikon, z rozkazu Posejdona, aby zapobiec przed nabrzmieniem tejże góry, oraz kolejne w Troezen. Hezjod wspominał również, że Pegaz nosił błyskawice dla Zeusa.

## Mitologia

### Narodziny

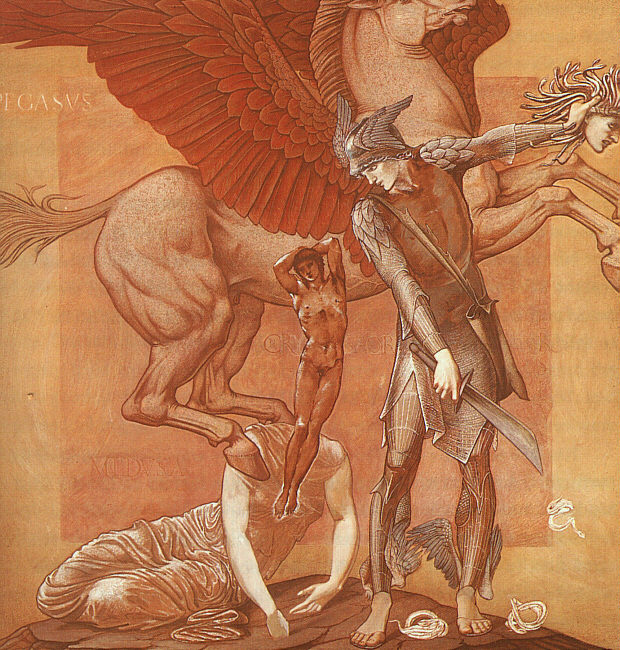
Meduza z głową odciętą przez Perseusza, obraz Edwarda Burne-Jonesa.

Istnieje kilka wersji tego, jak narodził się skrzydlaty ogier Pegaz oraz jego brat Chrysaor. Jedna z nich opowiada, że Pegaz powstał z krwi Meduzy, której to Perseusz odciął głowę. Analogicznie do mitu, w którym Atena narodziła się z głowy Zeusa. Kolejna wersja również informuje o pozbawieniu głowy Meduzy przez Perseusza, jednak tym razem podanie informuje, że skrzydlaci bracia narodzili się z ziemi, karmieni krwią Gorgony. Jedna z wariacji tej historii utrzymuje, że byli uformowani ze zmieszanej krwi Meduzy oraz odrobiny morskiej piany, implikując tym samym rolę Posejdona, jako mającego bardzo duży udział w ich stworzeniu.

### Przygody
Pegaz wspierał bohatera imieniem Bellerofont w jego obu walkach przeciwko Chimerom oraz Amazonkom. Istnieją różne opowieści, w których to Bellerofont odnalazł Pegaza. Najbardziej popularna mówi, że Polyeidos powiedział bohaterowi, aby ten zanocował w świątyni Ateny. W nocy odwiedziła go bogini i ofiarowała mu złotą uzdę. O poranku gdy dalej dzierżył uzdę, napotkał Pegaza pijącego wodę z Pieriańskiego źródła. Kiedy koń zobaczył uzdę, zbliżył się do Bellerofonta i pozwolił mu się dosiąść. Bellerofont pokonał Chimerę na grzbiecie Pegaza. Później próbował dolecieć na Pegazie na szczyt góry Olimp, po to by zobaczyć bogów. Jednakże Zeus, niezadowolony z poczynań mitologicznego śmiałka sprawił, że Bellerofont spadł z grzbietu Pegaza i nigdy nie dotarł na szczyt góry.

### Olimp
Pegaz zostawił Bellerofonta i kontynuował swoją podróż na szczyt Olimpu, gdzie Zeus zatrzymał go w swojej niebiańskiej stajni, jako najważniejszego z koni. Pegaz przynosił Zeusowi grzmoty i błyskawice, tak, aby zawsze miał je pod ręką gdy tylko ich potrzebował. Pegaz był na tyle posłuszny Zeusowi, że zawsze był na czas gdy został zawołany oraz nigdy nie zdarzyło mu się upuścić ani zgubić broni swojego pana. Służył wiernie Zeusowi aż do końca swoich dni.

### Śmierć
Pegaz w przeciwieństwie do bogów był śmiertelny. Ze względu na swoją wierną służbę u boku Zeusa, został uhonorowany swoją własną gwiezdną konstelacją. Ostatniego dnia swojego życia, kiedy Zeus przemienił go we wspomnianą konstelację, jego jedno, małe piórko spadło na ziemię, w okolicach miasta Tars.

## Dziedzictwo
W obecnej terminologii słowo „pegaz”, jest określeniem jakiego się używa na określenie każdego skrzydlatego konia. Tuż obok mało popularnego określenia jakim jest „pterippus” (co faktycznie oznacza skrzydlatego konia).

### Psychologia
W psychoanalizie, Zygmunt Freud zinterpretował jestestwo Pegaza jako wyrażenie scen pierwotnych.

### II wojna światowa

Jeździec na pegazie – naszywka mundurowa brytyjskiej 6 Dywizji Powietrznodesantowej

Podczas II wojny światowej, obraz wojownika Bellerofonta, dosiadającego skrzydlatego Pegaza, został zaadaptowany przez nowo utworzone oddziały spadochronowe Wielkiej Brytanii. Insygnia widniały na mundurach w okolicy ramienia. Obraz ten jasno symbolizował wojownika przybywającego z niebios, prosto na pole bitwy. Insygnia została zaprojektowana przez sławną angielską pisarkę Daphne du Maurier, która była żoną dowódcy 1 Dywizji Powietrznodesantowej, generała Fredericka „Boya” Browninga. Bordowe tło oznaczeń było później wykorzystywane przez Siły Lotnicze, które to latem 1942 roku zaadaptowały ten kolor jako kolor swoich beretów. Podczas lądowania aliantów w Normandii, w nocy z 5 na 6 czerwca 1944 roku, „siostrzana” jednostka, brytyjska 6 Dywizja Powietrznodesantowa przechwyciła wszystkie swoje kluczowe obiekty oraz wykonała wszystkie najistotniejsze zadania i misje, wliczając w to przejęcie oraz utrzymanie punktu strategicznego jakim był most nad kanałem Caen, nieopodal Ouistreham. Ku pamięci walecznych żołnierzy, most został nazwany „mostem Pegaza”.

### W komercyjnym użytku
Pegaz był symbolem firmy Mobil, która zajmowała się poszukiwaniem, wydobyciem, rafinacją oraz eksploatacją złóż naftowych. Firma ta wykorzystywała symbol Pegaza już od 1930 roku. Skrzydlaty koń był wykorzystywany jako symbol miasta Dallas w Teksasie, gdzie górował nad całym miastem na budynku Magnolii. Znana tajwańska firma Asus zaczerpnęła swoją nazwę właśnie od imienia tego mitologicznego stworzenia, usuwając ze słowa „pegasus” pierwsze trzy litery. Wszystko po to, by nazwa przedsiębiorstwa mogła pojawić się na samym początku spisu w książce telefonicznej. Pegaz stanowił inspiracje dla nazwy i logo założonej w 1983 roku korporacji Pegasystems. Tureckie linie lotnicze Pegasus Airlines używają symbolu Pegaza w swoim logo oraz w nazwie swoich linii. Pegaz widnieje również w logo wytwórni TriStar Pictures. Pegaz Mail to nazwa mało popularnego klienta wiadomości e-mail.
W Polsce najczęściej kojarzony jest z poświęconym kulturze programem telewizyjnym Pegaz, a emitowanym w TVP w latach 1952–2004 i 2009.

## Kultura współczesna

### Film
Symbol Pegaza pojawił się w kilku produkcjach filmowych, wliczając w to filmy animowane takie jak Fantazja, Herkules czy Barbie i magia pegaza. Idąc dalej, pojawił się również w Zmierzchu tytanów i w filmie Johnny English. W Fantazji Disneya pegazy są przedstawione wraz z innymi mistycznymi stworzeniami takimi jak centaury czy jednorożce. W filmie animowanym Herkules, Pegaz jest skrzydlatym koniem, który jest najlepszym przyjacielem tytułowej postaci filmu. W Zmierzchu tytanów, Pegaz zostaje złapany przez Perseusza, zanim ten zabił Meduzę. Ta wersja zmienia sposób w jaki Pegaz narodził się – mimo że bliższe szczegóły nie są podawane. W filmie Barbie i magia pegaza, Pegaz jest skrzydlatym koniem który pomaga księżniczce Annice, a w obrazie Johnny English, gdzie główną rolę gra Rowan Atkinson, Pegaz, grany przez Tima Pigott-Smitha, jest szefem Sekcji 7 Brytyjskiego Wywiadu Wojskowego, do której należy Johnny English.

### Telewizja
W telewizji, Pegaz był przedstawiany w serialu Gwiezdne Wrota: Atlantis, jako galaktyka, w obu wersjach Battlestar Galactica jako Battlestar Pegaz, który przetrwał upadek Dwunastu Kolonii Kobolu. Był również gwiezdnym statkiem, USS Pegaz, w jednym z odcinków Star Trek: Następna generacja. W japońskim anime Digimon Adventure 02, Patamon, może digiewoluować w Pegazmona, przy użyciu Digi-Jaja Nadziei. W serii Sailor Moon SuperS Pegaz pełni bardzo ważną rolę, jako duch Heliosa i obrońcy Złotego Kryształu. Mieszka w środku Złotego Lustra.

### Utwory literackie
Autorzy, włączając w to Julię Golding pisała o Pegazach w swoich dziełach takich jak Sekrety syren, Wzrok Gorgony, Labirynt Minotaura czy Klątwa Chimery. Dużo również pisała Anne McCaffrey, która napisała serię książek, Dosiadać Pegaza, Pegaz w Locie i Pegaz w Kosmosie. W Narnii Pegazem został dorożkarski koń Truskawek. Incydentu z Poznania dotyczy wiersz Kazimiery Iłłakowiczówny zatytułowany Jest w Poznaniu (1956).

### Gry video
W grze video God of War II, Gaja, matka wszystkich tytanów błaga protagonistę Kratosa, o to, aby odnalazł Siostry Przeznaczenia w celu zmiany jego przeszłości. Daje Kratosowi do pomocy Pegaza, który ma mu pomagać w szybkich i dalekich podróżach.
Pegaz jest również więźniem Posejdona w grze wydanej na konsolę Nintendo DS Heracles: Battle With The Gods. Pegaz, gdy zostaje uwolniony od Posejdona, znowu wraca do Heraklesa.
W wielu grach serii Fire Emblem Pegazy to ciężkozbrojni jeźdźcy, również zwani rycerzami pegaza, albo „jastrzębiami” w ich udoskonalonej formie. W komputerowej grze Age of Mythology, Pegaz pojawia się jako latająca jednostka zwiadowcza.
W grze Heroes of Might and Magic III pegazy są jedną z jednostek występującą w mieście Bastion (ang. Rampart).